# Kanaanci
Kanaanci su bili narod koji se spominje u Starom zavjetu. Veliki dio njihove zemlje, zvane Kanaan, kasnije će postati poznat pod nazivom Izrael.
Kanaanci su naselili ovo područje oko 2000. godine pr. Kr. Bili su glavni stanovnici ovog područja sve do oko 1200. pr. Kr. Biblijska knjiga Jošua kaže da su Izraelci osvojili Kanaan. Ipak arheologija i Biblija tvrde da su Izraelci postupno postali glavni stanovnici ovog područja. Arheolozi također tvrde da su veliki broj kanaanskih gradova uništili Narodi s mora, ili Filistejci, u 11. stoljeću pr. Kr. Vjeruje se da su Narodi s mora u Kanaan doplovili iz područja oko Egejskog mora.  
Kanaanci su bili semitski narod srodan Feničanima, Amorićanima, Asircima i Izraelcima. Kanaanci na ovom području razvijaju civilizaciju u kojoj je glavna uprava bila u gradu-državi u kojima je kralj vladao gradom kao i naseljima oko njega. 
Glavni kanaanski bogovi bili su El (bog stvoritelj) i Baal (bog groma i plodnosti). Glavne božice bile su Anat, Ašera i Astarte, koje su bile božice plodnosti.